# Frederik Rosenkrantz (officer)
 Der er flere personer med dette navn, se Frederik Rosenkrantz.
Hans Frederik baron Rosenkrantz (2. august 1822 på Tustrup – 20. april 1905 i København) var en dansk officer, bror til bl.a. Hans Henrik og Iver Holger Christian Rosenkrantz.
Han var søn af baron Holger Rosenkrantz og Sophie Benedicte født Bülow, blev kadet 1836, sekondløjtnant i fodfolket 1843 og premierløjtnant 1848. Under Treårskrigen i deltog han i 1849 i fægtningen ved Gudsø og i slaget ved Fredericia og i 1850 i slaget ved Isted.
Rosenkrantz var i sin fritid modelbygger, og i 1857 skænkede han kong Frederik VII forskellige modeller af danske slotte. Kongen anerkendte allernådigst "disses kunstfærdige og smukke udførelse" og tildelte derfor den 31. januar 1858 Rosenkrantz medaljen Ingenio et arti.
Han deltog også i den 2. Slesvigske Krig og blev 27. juni 1864 Ridder af Dannebrog og Dannebrogsmand 15. august 1887. Han sluttede sin karriere i hæren som oberst.
19. november 1847 ægtede han i Rendsborg Fanny Charlotte Wilhelmine Emilie Stockfleth (14. juli 1827 i Rendsborg – 24. september 1907 i København).